# Айсен (Чилі)
Айсен (ісп. Aisén) — комуна в Чилі. Адміністративний центр комуни і провінції Айсен — місто Пуерто-Айсен. Населення — 16 936 осіб (2002). Місто і комуна входять до складу провінції Айсен та регіону Айсен.
Територія комуни — 29 796,4 км². Чисельність населення — 25 011 мешканців (2007). Щільність населення — 0,89 чол./км².

## Розташування
Місто Пуерто-Айсен розташоване за 53 км на північний захід від адміністративного центру області міста Кояїке.
Комуна межує:
- на півночі — з комуною Сіснес
- на сході — з комунами Кояїке, Чиле-Чико, Ріо-Ібаньєс
- на півдні — з комуною Тортель

На заході комуни розташований Тихий океан.

## Демографія
Згідно з даними, зібраними під час перепису Національним інститутом статистики, населення комуни становить 25 011 осіб, з яких 13 255 чоловіків та 11 756 жінок.
Населення комуни становить 24,91% від загальної чисельності населення регіону Айсен, при цьому 10,1% відноситься до сільського населення і 89,9% — міське населення.

### Найважливіші населені пункти комуни
- Пуерто-Айсен (місто) — 16 936 мешканців
- Вілья-Маньїгуалес (селище) — 1401 мешканець
- Пуерто-Чакабуко (селище) — 1243 мешканців